# マリアノ・アリスタ
マリアノ・アリスタ(スペイン語: Mariano Arista, 1802年7月26日 - 1855年8月7日)は、メキシコの政治家、軍人。同国の19世紀戦争の多くの有名なベテランと同様、1851年から1853年までのメキシコの大統領であった。
もともとスペイン軍の士官であったアリスタは、のちにアグスティン・デ・イトゥルビデの革命軍に参加した。その後、アリスタは、1836年のテキサス革命を鎮圧する間のメキシコの断続的な独裁者、アントニオ・ロペス・デ・サンタ・アナの下で務めた。
1846年、アリスタは北部軍の命令を受けて、テキサスのメキシコ領地からアメリカ軍部隊を追放するため派遣された。結果として1846年から1848年までの凄惨な米墨戦争に火をつけた。アリスタは、パロ・アルトの戦いとレサカ・デ・ラ・パルマの戦いの間、メキシコ軍の司令官であった。
アリスタの軍事の技能は、闘争の研究家による討論の主題になる。個人的にかなり勇敢だが、アリスタはひたむきな"republicano"、つまりメキシコのリベラルな派閥のメンバーであり、したがって彼の務める保守的な参謀幕僚の天敵であった。パロアルトとレサカ・デ・ラ・パルマの両方の戦いにおいては、アリスタは彼のスタッフの政治的な分裂によってほとんど役に立たなかった。
レサカ・デ・ラ・パルマの後に、メキシコ政府はアリスタを呼び戻し、司令から外された。その後、パロアルトとレサカ・デ・ラ・パルマの敗北に関する有罪からは解放され、アリスタは小役人として、ほとんど戦うことなしに戦争の残りを過ごした。
1851年、アリスタは大統領としてホセ・ホアキン・デ・エレーラを引き継ぎ、国に安定した財政をもたらそうとした。アリスタ政権への保守派の抵抗、そしてその保守派による最後の反乱は、1853年に彼を辞職と追放に導いた。
彼は1855年にポルトガルのリスボンで死亡した。1880年にアリスタの遺体はメキシコに戻され、リベラル派閥は彼を国民的英雄とした。

## 参照
- メキシコの歴史
- 米墨戦争